# Storia di mia moglie
Storia di mia moglie (A feleségem története) è un film del 2021 scritto e diretto da Ildikó Enyedi, al suo esordio in un lungometraggio in lingua inglese.
Adattamento cinematografico del romanzo La storia di mia moglie (1942) di Milán Füst, è interpretato da Léa Seydoux, Gijs Naber, Louis Garrel, Sergio Rubini e Jasmine Trinca. È stato presentato in concorso al 74º Festival di Cannes.

## Trama
In un caffè negli anni '20, il capitano di fregata olandese Jakob Störr scommette con un amico che sposerà la prima donna che entrerà nel locale: la sua scelta ricade quindi su Lizzy, un'enigmatica giovane donna francese.
Anche se hanno caratteri profondamente diversi (lei più solare e socievole, lui più rigido e introverso), la coppia pian piano  sembra trovare un equilibrio; Jakob deve assentarsi per lunghi periodi a causa dei suoi viaggi in mare, ma al ritorno trova sempre la presenza tranquilla e confortante di Lizzy. Però la donna ha un modo di fare che non lo convince del tutto; inizia ad avere dei sospetti su di lei, a chiedersi come passi le giornate in sua assenza, ad essere irritato dal suo comportamento libero e amichevole anche nei confronti di altri uomini; uno di questi, Dedin, suscita particolarmente la gelosia di Jakob, e lo affronta direttamente per fargli capire che deve stare lontano da sua moglie. 
Jakob si reca anche da un investigatore privato per scoprire se effettivamente sua moglie lo tradisca, ma non emerge nulla di significativo; l'investigatore gli chiede se debba proseguire ancora le indagini per un altro periodo, ma Jakob decide di lasciare stare, momentaneamente appagato da questa assenza di prove di un effettivo tradimento. 
Decide però di farsi dare una mansione lavorativa diversa, in modo da non essere più costretto ad imbarcarsi e rimanere assente così a lungo. 
Il rapporto tra lui e Lizzy però diventa sempre più teso, segnato da sospetti, rancori e provocazioni di vario tipo; i due sembrano allontanarsi, ma poi si riavvicinano, in un continuo alternarsi di scontri e riappacificazioni provvisorie. Lei non si lascia dominare e lui invece è sempre più vittima dei suoi tarli, alimentati dagli atteggiamenti misteriosi e sfuggenti di lei. 
Un giorno, partecipando ad una festa mascherata, intravede Lizzy in compagnia di Dedin; i sospetti si riaccendono, finché non capisce che lei lo ha tradito e ingannato sottraendogli delle azioni; la sorprende in un vagone ferroviario insieme a Dedin, a cui sferra un pugno. Rivolgendosi a lei, le chiede di scrivere di suo pugno una dichiarazione in cui ammette il suo comportamento disdicevole; questo, le spiega, gli servirà per il divorzio, perché non ha intenzione di provvedere al suo mantenimento. 
Sette anni dopo, mentre sta viaggiando su un filobus e riflettendo sulla vita, Jakob vede Lizzy che cammina sul marciapiede, vestita con un abito scuro e un collo chiaro di pelliccia. Profondamente turbato, una volta tornato a casa telefona ad una conoscente comune per chiedere informazioni su Lizzy, e la donna gli rivela che era morta sei anni prima, deducendo, anche da come era vestita, che ciò che l'uomo aveva visto era in realtà il fantasma di lei, la sua ex-moglie.

## Produzione
Il film ha avuto un budget di 10 milioni di euro.

## Promozione
Il primo trailer del film è stato diffuso online il 30 giugno 2021 da Variety.

## Distribuzione
Il film è stato presentato in anteprima il 14 luglio 2021 in concorso alla 74ª edizione del Festival di Cannes.
È uscito nelle sale italiane il 14 aprile 2022.

## Riconoscimenti
- 2021 - Festival di Cannes[1]
  - In concorso per la Palma d'oro